# Claudia Jessie
Claudia Jessie Peyton (Moseley, 30 de octubre de 1989) es una actriz británica. Es conocida por sus papeles en televisión como Annie Taylor en la tercera serie de la BBC One de WPC 56, Amelia Sedley en la serie de la cadena ITV La feria de las vanidades, Lucy en la sitcom Porters del canal Dave y Eloise en la serie de Netflix Bridgerton.

## Infancia
Nació en un pequeño pueblo de Birmingham y se crio en una gabarra. Pasó parte de su infancia en Londres y fue educada en casa desde los 8 hasta que regresó a Birmingham cuando tenía 17 años. Su familia tuvo dificultades económicas que hicieron vivir a Jessie algunas experiencias traumáticas, como los cobradores de deudas yendo a su casa. Además, sus padres se separaron y su padre no estuvo cerca. Su madre, Dawn, trabajaba limpiando casas para mantenerlos a su hermano y a ella y para costear las lecciones de ballet de Jessie. Fue descubierta por Hannah Phillips, quien le dio un papel en varias producciones locales. Firmó con un agente en 2012.

## Carrera
Los primeros trabajos de Peyton incluyen apariciones en Doctors, Casualty, y Line of Duty. También apareció en la serie de televisión estadounidense Misterio en Anubis, incluyendo la película para la televisión Misterio en Anubis y la Piedra del Toque de Ra. De 2014 a 2016, Jessie protagonizó la serie web de CBBC Online ganadora de un premio BAFTA, Dixi, como Shari. En 2015, obtuvo el papel de Annie Taylor, la protagonista de la tercera temporada de la serie de televisión WPC 56 de BBC One. Actuó como invitada en la serie Josh, interpretando un papel romántico. Actuó en el cortometraje de 2014 Copy That, dirigido por Kingsley Hoskins, que ganó el premio al mejor cortometraje de comedia en la TSFA de Nueva York.
En 2016, Jessie hizo su debut en el cine como Doris en la película bélica Su mejor historia. Protagonizó en el 2017 la sitcom Porters del canal Dave y, en 2018, la miniserie de ITV La feria de las vanidades. Apareció en 2018 en el episodio Kerblam! de Doctor Who. En 2020, interpretó a Eloise, la quinta hermana Bridgerton, en el drama de época de Netflix Bridgerton, una adaptación de las novelas de Julia Quinn.

## Vida personal
Jessie tiene un novio, Joseph. Ha declarado que es vegana y practica la meditación del budismo nichiren durante al menos una hora al día. Ha hablado de sus experiencias con ataques de pánico y ansiedad desde la niñez, así como de su trastorno de despersonalización.

## Filmografía

### Películas
| Año  | Título            | Papel                 | Observaciones |
| ---- | ----------------- | --------------------- | ------------- |
| 2012 | Rosie             | Rosie                 | Cortometraje  |
| 2014 | Copy That         | Beth                  | Cortometraje  |
| 2016 | Su mejor historia | Doris Cleavely / Lily |               |

### Televisión
| Año           | Título                                         | Papel                            | Observaciones                              |
| ------------- | ---------------------------------------------- | -------------------------------- | ------------------------------------------ |
| 2012          | Doctors                                        | Kate Marshall                    | Temporada 14, episodio 131                 |
| 2013          | Misterio en Anubis                             | Sophia Danae                     | Temporada 3, episodio 20                   |
| 2013          | Misterio en Anubis y la Piedra del Toque de Ra | Sophia Danae                     | Película de televisión                     |
| 2013          | Galerias Paradise                              | Señora Douglas                   | Temporada 2, episodio 8                    |
| 2013          | Casualty                                       | Jenny Anover                     | Temporada 28, episodio 11                  |
| 2014          | Doctors                                        | Poppy Conroy                     | Personaje recurrente, doce episodios       |
| 2015          | WPC 56                                         | Annie Taylor                     | Protagonista, temporada 3, cinco episodios |
| 2015          | Jonathan Strange y el señor Norrell            | Mary                             | Cuatro episodios                           |
| 2015          | Josh                                           | Lucy                             | Un episodio                                |
| 2015          | Bull                                           | Faye                             | Tres episodios                             |
| 2016          | ¡Llama a la comadrona!                         | Jeanette Su                      | Temporada 5, episodio 3                    |
| 2017          | Padre Brown                                    | Joan Vanderlande                 | Temporada 5, episodio 2                    |
| 2017          | Carters Get Rich                               | Trabajadora social               | Un episodio                                |
| 2017          | Line of Duty                                   | Detective Constable Jodie Taylor | Temporada 4, 6 episodios                   |
| 2017-2019     | Porters                                        | Lucy                             | Personaje principal                        |
| 2017          | Detectorists                                   | Doctor Hoffman                   | Un episodio                                |
| 2017          | Comedy Blaps                                   | Danielle                         | Un episodio                                |
| 2018          | Lovesick                                       | Tasha                            | Un episodio                                |
| 2018          | Vanity Fair                                    | Amelia Sedley                    | Miniserie, personaje principal             |
| 2018          | Doctor Who                                     | Kira Arlo                        | Temporada 11, episodio 7                   |
| 2019-2019     | Defending the Guilty                           | Nessa                            |                                            |
| 2020-presente | Los Bridgerton                                 | Eloise Bridgerton                | Personaje principal                        |
| 2025          | Toxic Town                                     | Maggie Mahon                     | Personaje principal                        |

### Web
| Año       | Título | Papel | Observaciones       |
| --------- | ------ | ----- | ------------------- |
| 2014-2016 | Dixi   | Shari | Personaje principal |

## Audio
| Año  | Título          | Papel | Observaciones |
| ---- | --------------- | ----- | ------------- |
| 2017 | Tolkien in Love | Edith | BBC Radio 4   |